# Nolina bigelovii
Nolina bigelovii ist eine Pflanzenart der Gattung Nolina in der Familie der Spargelgewächse (Asparagaceae). Englische Trivialnamen sind „Bigelow’s Beargrass“ und „Bigelows Nolina“.

## Beschreibung
Nolina bigelovii ist stammbildend mit einer Wuchshöhe von 1 bis 3 m. Sie ist rhizomatös. Die variablen, steifen, hellgrünen bis blaufarbenen Laubblätter sind 100 bis 150 cm lang und 10 bis 50 mm breit. Die Blattränder sind im Jugendstadium fein gezahnt, alte Exemplare sind faserig.
Der Blütenstand wird 0,7 bis 1,3 m hoch mit unregelmäßig angeordneten Verzweigungen. Die weißen bis cremefarbenen Blüten sind 2 bis 4 mm lang und 1 bis 2,5 mm breit. Die Blühperiode reicht von April bis Juni.
Die in der Reife holzigen runden Kapselfrüchte sind 8 bis 12 mm lang und im Durchmesser. Die braunen, eiförmigen bis länglichen Samen sind 2,5 bis 3,5 mm lang.
Nolina bigelovii ist frosthart bis minus 5 °C.

## Verbreitung und Systematik
Nolina bigelovii ist in den US-Bundesstaaten Kalifornien, Nevada, Arizona sowie in Mexiko in Sonora und Baja California in Höhenlagen von 290 bis 1500 m verbreitet. Sie wächst auf steinigem Boden auf flachen Hügeln und ist vergesellschaftet mit Yucca schidigera und verschiedenen Kakteen-Arten.
Nolina bigelovii ist Mitglied der Sektion Arborescentes. Sie ist die am weitesten verbreitete Art der Gattung. Charakteristisch sind die glatten Blätter mit den faserigen Blatträndern im adulten Stadium.
Die Erstbeschreibung als Dasylirion bigelovii erfolgte 1857 durch John Torrey. Sereno Watson stellte sie 1879 in die Gattung Nolina. Ein Synonym ist Beaucarnea bigelovii (Torr.) Baker.

## Bilder

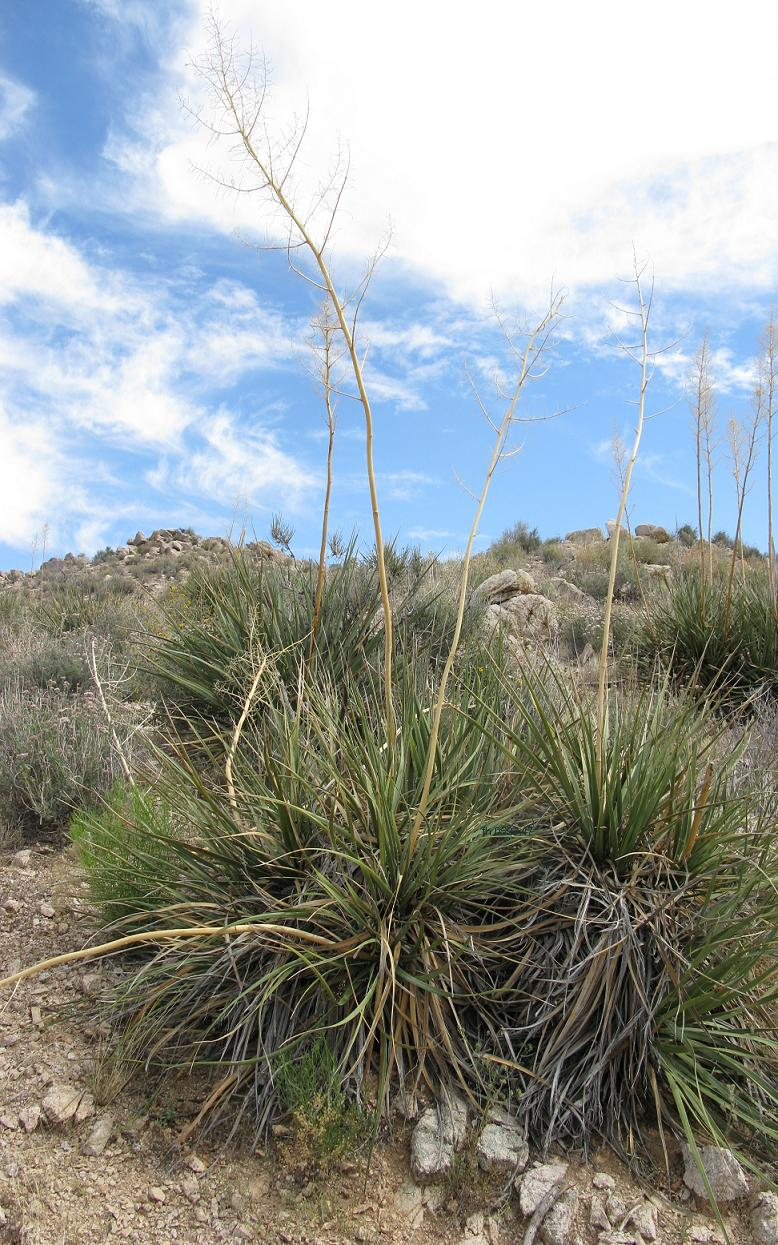
Gruppe in typischer Landschaft.
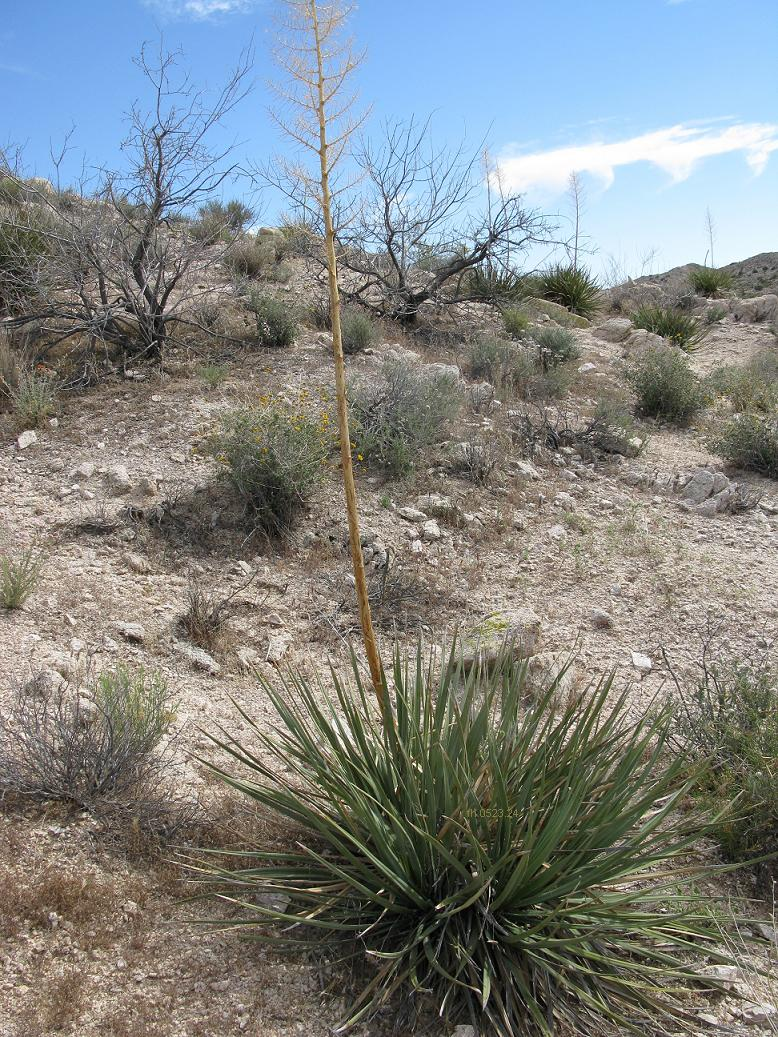
In Arizona
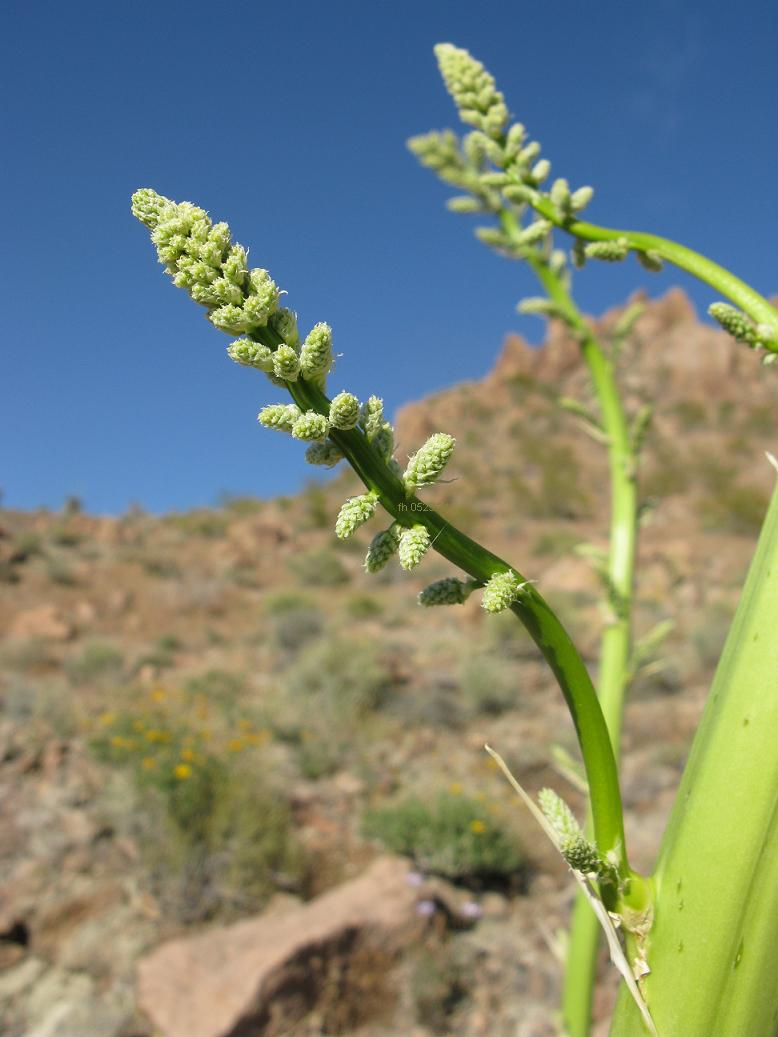
Teilblütenstände Ende April.

## Nachweise